# Transportkosten
Transportkosten of vervoerskosten zijn de uitgaven die vereist zijn om een goed te transporteren van de plaats van productie naar de plaats van verbruik.
De transportkosten bestaan uit de afschrijvingen op de bouw- en beheerskosten van de infrastructuur, de menselijke en materiële kosten die verband houden met het transport (chauffeurs, brandstoffen, vrachtwagens). De totale transportkosten kunnen worden uitgedrukt als een percentage van de uiteindelijke verkoopprijs.

## Geschiedenis
De relatieve daling van de transportkosten in de laatste 250 jaar heeft in wisselwerking met de steeds voortschrijdende technologie een zeer belangrijke aanjagende rol gespeeld in het ontstaan en het op gang houden van de industriële revolutie. Het heeft ook in hoge mate bijgedragen aan de wereldwijde handelsrevolutie, eerst in de periode 1870-1914, daarna opnieuw in de nog steeds voortdurende tweede globaliseringsgolf vanaf de jaren 1960. 